# Gasetsho Wom Gewog
Gasetsho Wom (Dzongkha: དགའ་སེང་ཆོ་འོགམ་) ist einer von fünfzehn Gewogs (Blöcke) des Dzongkhags Wangdue Phodrang in Zentralbhutan. 
Gasetsho Wom Gewog ist wiederum eingeteilt in fünf Chiwogs (Wahlkreise). Laut der Volkszählung von 2005 leben in diesem Gewog 722 Menschen auf einer Fläche von 208 km² in 148 Haushalten. 
Die Dzongkhag Administration nennt in ihrem Internetauftritt eine Einwohnerzahl von 863 Menschen, die in 106 Haushalten in neun Dörfern leben. Die Wahlkommission führt in ihrer Aufstellung sieben benannte Siedlungen auf.
Der Gewog befindet sich im Südwesten des Distrikts Wangdue Phodrang auf einer mittleren Höhe von etwa 1700 m und ist zu rund 70 % von Wald bedeckt.
Das Gelände ist meist steil und zerklüftet mit gelegentlichen Abschnitten weniger steil ansteigender Hanglagen. Grundnahrungsmittel ist Reis, der von fast allen Haushalten zur Selbstversorgung angebaut wird. In geringerem Umfang werden auch Mais und Weizen angebaut sowie Senfpflanzen zur Ölgewinnung. Außerdem wachsen hier Kartoffeln, Chili, Rüben, Rettich, Bohnen, Kohl, Blumenkohl und Knoblauch
sowie Orangen, Bananen, Granatäpfel, Guaven, Pflaumen und Pfirsiche zum Eigenverbrauch. Zudem betreibt die Bevölkerung Geflügelzucht und Milchwirtschaft, um ihr Einkommen aufzubessern.
An staatlichen Einrichtungen gibt es neben der Gewog-Verwaltung ein Gemeindezentrum und ein Büro zur Entwicklung erneuerbarer natürlicher Ressourcen (RNR, Renewable Natural Resource centre) sowie zwei medizinische Beratungsstellen (ORC, Outreach Clinic).  Die Dienstleistungen einer Station zur Gesundheitsgrundversorgung (BHU, Basic Health Unit) werden mit dem benachbarten Gasetsho Gom Gewog geteilt.
Zu den Bildungseinrichtungen im Gewog zählt eine Grundschule mit annähernd 200 Schülern.
Insgesamt gibt es in diesem Gewog fünf buddhistische Tempel (Lhakhangs), die sich Gemeinde- oder Privatbesitz befinden.
| Chiwog                                 | Dörfer bzw. Weiler           |
| -------------------------------------- | ---------------------------- |
| Haetshokha ཧས་ཆོ་ཁ་                     | Haetshokha                   |
| Shingkhey Khatoed ཤིང་འཁོད་_ཁ་སྟོད་        | Shingkhey                    |
| Shingkhey Khamaed ཤིང་འགོད་_ཁ་སྨད་        | Shingkhey                    |
| Medpaisa Tabcheykha མེད་པའི་ས་_བཏབ་ཆས་ཁ་ | Tabcheykha                   |
| Medpaisa Tabcheykha མེད་པའི་ས་_བཏབ་ཆས་ཁ་ | Medpaisa bzw. Mebisa/Mephina |
| Medpaisa Tabcheykha མེད་པའི་ས་_བཏབ་ཆས་ཁ་ | Gikha                        |
| Haebisa ཧས་སྦིས་ས་                       | Heabisa                      |
| Zuordnung unbekannt                    | Phakha                       |